# ماکس سونسون (بازیکن فوتبال، زاده ۲۰۰۱)
ماکس سونسون (انگلیسی: Max Svensson؛ زادهٔ ۸ نوامبر ۲۰۰۱) بازیکن فوتبال است.